# Regiatidae
Famille
Les Regiatidae sont une famille fossile d'insectes orthoptères.

## Liste des genres
Selon Orthoptera Species File (28 juin 2018) :
- †Micromacula Whalley, 1985
- †Protochaeta Handlirsch, 1939
- †Regiata Whalley, 1985

## Publication originale
- Gorochov, 1995 : Contribution to the system and evolution of the order Orthoptera. Zoologicheskii Zhurnal, vol. 74, no 10, p. 39-45.